# Pawel Semjonowitsch Lungin

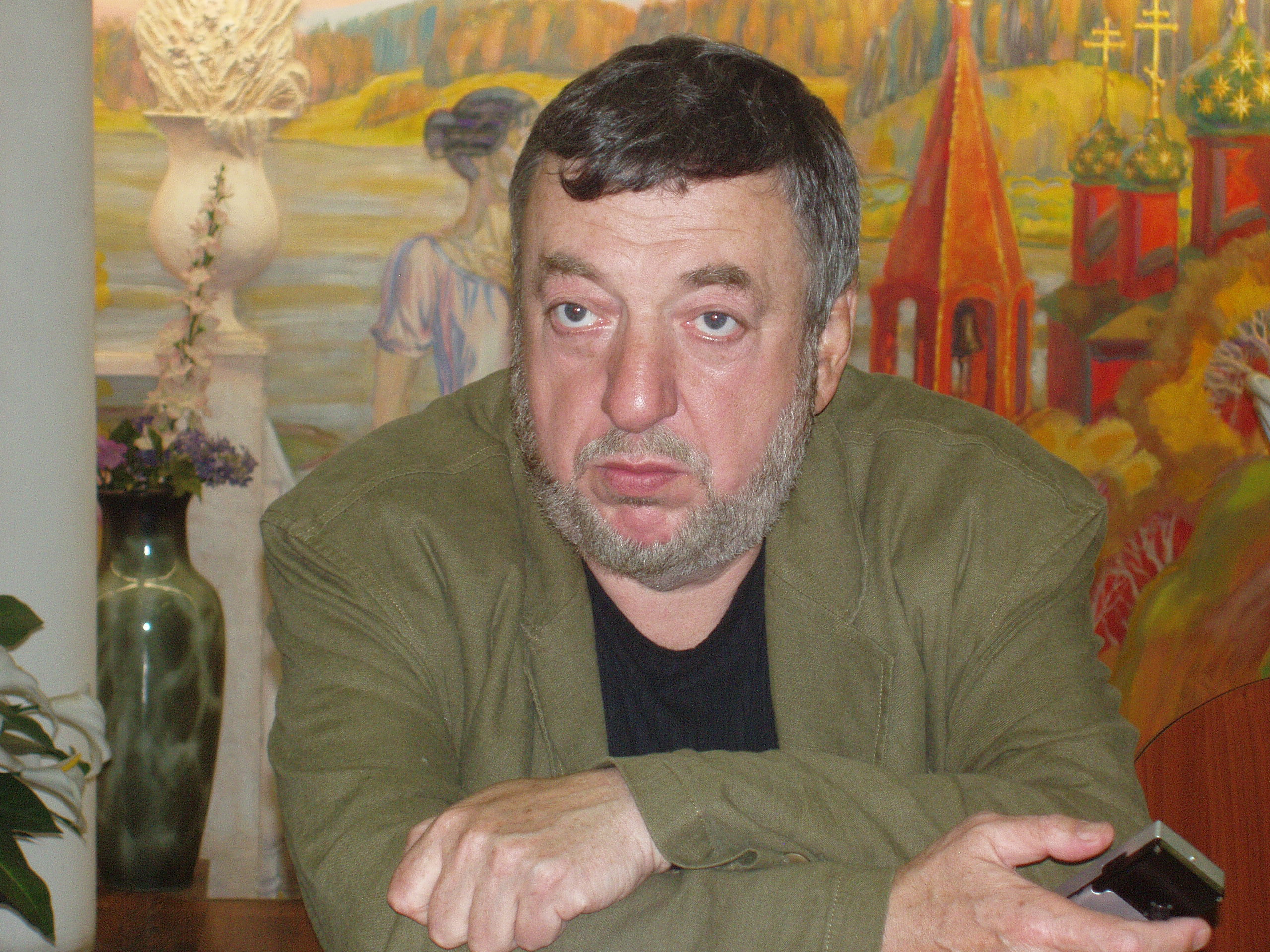
Pawel Lungin 2008

Pawel Semjonowitsch Lungin (russisch Павел Семёнович Лунгин; * 12. Juli 1949 in Moskau, Sowjetunion) ist ein russischer Drehbuchautor und Filmregisseur.

## Leben
Lungin ist der Sohn des Drehbuchautors Semjon Lungin, der unter anderem Filme für Alexander Mitta, Elem Klimow und Larissa Schepitko geschrieben hatte, und der Übersetzerin Lilianna Lungina. Er studierte Theoretische Linguistik an der Staatlichen Universität Moskau (MGU). Nach seinem Abschluss 1971 arbeitete er als Mathematiker und Informatiker am Institut für Sozialforschung der Akademie der Wissenschaften in Moskau. 1973 wechselte er als Wissenschaftsredakteur zur Literaturnaja gaseta.
In den Jahren 1974/75 nahm Lungin an einem Kurs für Drehbuchautoren und Regisseure in Moskau teil, wo Giorgi Danelia zu seinen Lehrern zählte. Seit 1977 arbeitete er hauptberuflich als Drehbuchautor.
Seinen ersten Film als Regisseur realisierte Lungin 1990. Mit diesem Erstling Taxi Blues, mit Pjotr Nikolajewitsch Mamonow und Pjotr Suitschenko in den Hauptrollen, nahm er im selben Jahr am Wettbewerb der Filmfestspiele von Cannes teil und gewann dort den Preis als bester Regisseur. Später nahm er noch mit zwei weiteren Filmen am Wettbewerb von Cannes teil (Luna Park, 1992, und Die russische Hochzeit, 2000, der einen Spezialpreis der Jury erhielt). Taxi Blues war zugleich Lungins erste Zusammenarbeit mit dem russischen Kultmusiker Pjotr Mamonow, dem Texter und Sänger der Band Swuki Mu, der später noch in zwei weiteren Filmen Lungins (Die Insel, 2006; Zar, 2009) in Hauptrollen zu sehen war.
Seit 1992 lebt Lungin mit seiner Familie in Paris; im Jahr 2000 gründete er seine eigene Produktionsfirma in Moskau. Sein Film Die Insel erhielt 2006 sechs Goldene Adler (Золотой орёл), darunter den für den besten Film und die beste Regie, und 2007 den Nika ebenfalls für den besten Film und die beste Regie. Beim 31. Internationalen Filmfestival Moskau war Lungin 2009 Vorsitzender der Wettbewerbsjury. Ebenfalls 2009 wurde sein Historienfilm Zar über zwei Jahre im Leben Iwans des Schrecklichen in Cannes in der Nebenreihe Un Certain Regard gezeigt.

## Auszeichnungen (Auswahl)
- Ordre des Arts et des Lettres (Komtur)[1]
- 2012: Mitglied der Ehrenlegion (Offizier)[2]

## Filmografie

### Drehbuch
- 1970: Die Singdrossel (Iko shashvi mgalobeli)
- 1975: Всё дело в брате – Regie: Walentin Gorlow
- 1978: Das Ende des Kaisers der Taiga (Конец императора тайги) – Regie: Wladimir Saruchanow
- 1981: Alles verdreht (Всё наоборот) – Regie: Wladimir Grammatikow & Witali Fetissow
- 1983: Der Stärkere (Непобедимый) – Regie: Juri Borezki
- 1986: Попутчик – Regie: Iwan Kijassaschwili
- 1987: Христиане – Regie: Dmitri Solotuchin
- 1992: Восточный роман – Regie: Wiktor Titow

### Regie
- 1990: Taxi Blues (Такси-блюз)
- 1992: Luna Park (Луна-парк)
- 1995: À propos de Nice – Wie es weiterging (À propos de Nice, la suite), Segment La mer de toutes les Russies
- 1996: Lebenslinien – Schicksal auf Russisch (Ligne de vie)
- 2000: Die russische Hochzeit (Свадьба)
- 2002: Ein neuer Russe (Олигарх)
- 2005: Familie zu verkaufen (Бедные родственники)
- 2005: Дело о «Мёртвых душах» (TV-Serie)
- 2006: Ostrov – The Island (Остров)
- 2007: Lilacs (Ветка сирени)
- 2009: Zar (Царь)
- 2012: Der Dirigent (Дирижёр)
- 2019: Bruderschaft (Братство)